# Tippeligaen de 2007
A Tippeligaen de 2007 irá contar com a participação de catorze equipes. O Brann venceu a competição de forma antecipada. A previsão é que o torneio inicie em 9 de Abril e termine em 4 de Novembro.
O campeão se classificará à segunda fase eliminatória da Liga dos Campeões da UEFA, o vice e o terceiro se classificarão à primeira fase eliminatória Copa da UEFA e o quarto colocado se classificará à Copa Intertoto da UEFA.

## Tabela
| Tippeligaen 2007 | Tippeligaen 2007 | Tippeligaen 2007 | Tippeligaen 2007 | Tippeligaen 2007 | Tippeligaen 2007 | Tippeligaen 2007 | Tippeligaen 2007 | Tippeligaen 2007 | Tippeligaen 2007 | Tippeligaen 2007 | Tippeligaen 2007 |
| Pos              | Equipe           | J                | V                | E                | D                | GM               | GC               | SG               | Pts              |                  |                  |
| 1                | Brann            | 24               | 16               | 3                | 5                | 54               | 34               | +20              | 51               |                  |                  |
| 2                | Viking           | 24               | 13               | 5                | 6                | 46               | 34               | +12              | 44               |                  |                  |
| 3                | Lillestrøm       | 24               | 12               | 6                | 6                | 46               | 27               | +19              | 42               |                  |                  |
| 4                | Stabæk           | 24               | 12               | 6                | 6                | 43               | 35               | +8               | 42               |                  |                  |
| 5                | Tromsø           | 24               | 11               | 4                | 9                | 42               | 39               | +3               | 37               |                  |                  |
| 6                | Rosenborg        | 24               | 10               | 5                | 9                | 48               | 38               | 10               | 35               |                  |                  |
| 7                | Fredrikstad      | 24               | 9                | 8                | 7                | 36               | 37               | -1               | 35               |                  |                  |
| 8                | Vålerenga        | 24               | 9                | 6                | 9                | 31               | 31               | 0                | 33               |                  |                  |
| 9                | Lyn              | 24               | 9                | 4                | 11               | 39               | 42               | -3               | 31               |                  |                  |
| 10               | Aalesund         | 24               | 9                | 3                | 12               | 38               | 52               | -4               | 30               |                  |                  |
| 11               | Strømsgodset     | 24               | 8                | 5                | 11               | 33               | 41               | -8               | 29               |                  |                  |
| 12               | Start            | 24               | 6                | 7                | 11               | 33               | 40               | -7               | 25               |                  |                  |
| 13               | Odd Grenland     | 24               | 6                | 3                | 15               | 29               | 43               | -14              | 21               |                  |                  |
| 14               | Sandefjord       | 24               | 4                | 3                | 17               | 25               | 50               | -25              | 15               |                  |                  |
| ---------------- | ---------------- | ---------------- | ---------------- | ---------------- | ---------------- | ---------------- | ---------------- | ---------------- | ---------------- | ---------------- | ---------------- |

J = Jogos disputados; V = Vitórias; E = Empates; D = Derrotas; GM = Gols marcados; GC = Gols contra; SG = Saldo de gols; Pts = Pontos

## Artilharia
| Posição   | Jogador                | Clube       | Gols |
| --------- | ---------------------- | ----------- | ---- |
| 1         | Thorstein Helstad      | Brann       | 22   |
| 2         | Daniel Nannskog        | Stabæk      | 19   |
| 3         | Peter Ijeh             | Viking      | 18   |
| 4         | Veigar Páll Gunnarsson | Stabæk      | 15   |
| 5         | Steffen Iversen        | Rosenborg   | 13   |
| 6         | Morten Moldskred       | Tromsø      | 12   |
| -         | Olivier Occean         | Lillestrøm  | 12   |
| 8         | Arild Sundgot          | Lillestrøm  | 10   |
| 9         | Morten Berre           | Vålerenga   | 9    |
| -         | Tarik Elyounoussi      | Fredrikstad | 9    |
| -         | Yssouf Koné            | Rosenborg   | 9    |
| Total:    | Total:                 | Total:      | 588  |
| Partidas: | Partidas:              | Partidas:   | 182  |
| Média:    | Média:                 | Média:      | 3.23 |

Fonte: VG Nett[ligação inativa]

## Premiação
| Tippeligaen 2007          |
| Noruega                   |
| ------------------------- |
| BRANN Campeão (3º título) |